# Charles Frederick Hughes
Charles Frederick Hughes, ameriški admiral, * 14. oktober 1866, Bath, Maine, † 28. maj 1934, Chevy Chase, Maryland.
V njegovo čast so poimenovali ladji Charles F. Hughes (DD-428) in Admiral C. F. Hughes (AP-124).